# Нело Пагани
Нело Пагани на италиански: Nello Pagani е бивш пилот от Формула 1. Роден на 11 октомври 1911 г. в Милано, Италия.

## Формула 1
Нело Пагани прави своя дебют във Формула 1 в Голямата награда на Швейцария през 1950 г. В световния шампионат записва 1 състезания като не успява да спечели точки, състезава се с частен Мазерати.